# Bevægelseskultur
Begrebet bevægelseskultur har især siden 1980'erne spredt sig ved siden af begrebet kropskultur med sigte på at udvide det felt, der betegnes gennem ordet idræt. Ordet kan imidlertid have forskellige nuancer.

## Bevægelseskunster
Nogle gange bruges ordet ”bevægelseskultur” med idrætspraktisk sigte som overbegreb for bevægelseskunster som sport, gymnastik, leg, dans, akrobatik, pantomime, etikette etc. Her er det et paraplybegreb for regelbundne kulturelle kropsaktiviteter. Som sådan er begrebet defineret f.eks. af idrætsforskere på Universität Hamburg. Og i Danmark findes Center for Leg og Bevægelseskultur, der driver Gerlev Legepark ved Gerlev Idrætshøjskole.

## Kropslig, emotionel og social bevægelse
I bredere forstand er bevægelseskultur et antropologisk begreb, der skal hjælpe at beskrive og forstå kropslig bevægelse i kulturel og samfundsmæssig kontekst. Her er fokus ofte komparativt rettet mod bevægelseskulturer i flertal. Sådan bliver begrebet især brugt i dansk idrætsforskning, hvor f.eks. forskergruppen Idrætsforsk har udgivet bogserien Bevægelsesstudier.
Opmærksomheden er her især rettet mod de forskellige niveauer, som berøres af ord som ”bevægelse” og i andre sprog rörelse, Bewegung, movement, mouvement og movimento. Bevægelse kan betyde noget kropsligt, psykisk og socialt – og dette samtidig.
- Menneskene bevæger sig korporligt. Denne kropslige bevægelse kan blive til strukturerede aktiviteter, som i leg, kamp, dans, meditation og natur- og friluftsliv. Kroppens bevægelse er grundlag for livet.
- Menneskene bevæges af følelser og stemninger – fascination, begejstring, vrede, angst, smerte, latter. Her er psyken berørt.
- Menneskene deltager i kraft af deres sammenslutning i netværk, vennegrupper, foreninger og sociale bevægelser. Folk ”i bevægelse” udgør en væsentlig del af det civile samfund.

Mens hver af disse dimensioner for sig på mange måder er udforsket, efterlyser antropologisk bevægelseskulturforskning en analyse af deres sammenhæng på tværs.

## Bevægelseskultur og kropskultur
I Østeuropa taler man om ”bevægelseskultur” også som alternativ til begrebet ”kropskultur”, der gennem det sovjetiske og især det stalinistiske sprogbrug (”fiskultura”) er blevet problematisk. Således udgives i Polen tidsskriftet IDO – Movement for culture, som har sin baggrund i martial arts-studier på Universitet Rzeszów.